# Kanaš
Kanaš o talvolta anche Kanáš (in russo: Кана́ш; in ciuvascio: Канаш, Kanaš) è una città della Russia europea centrale capoluogo del distretto omonimo nella repubblica dei Ciuvasci. Ha una popolazione di 45.608 abitanti (censimento 2010). Fu fondata nel 1891 con il nome di Šihrany (in cirillico: Шихраны) nel 1925 (durante il periodo sovietico), assunse il nome attuale, in quanto Kanaš in ciuvascio significa Consiglio, o letteralmente "Soviet".
Dista 60 chilometri a est-sud-est da Čeboksary, e proprio da lì passa la linea ferroviaria Mosca-Saransk-Kazan'. È sede di svariate industrie e di una prestigiosa università.